# CB Islas Canarias
Club Baloncesto Islas Canarias, ook Spar Gran Canaria als sponsornaam, is een professioneel damesbasketbalteam in Las Palmas, Spanje. Het team speelt in de liga Femenina de Baloncesto de España van de Spaanse competitie en de EuroLeague Women.

## Geschiedenis
De club werd opgericht in 1980. De club werd drie keer tweede om het landskampioen van Spanje in 1994, 1995 en 2000. Ook wonnen ze de Copa de la Reina de Baloncesto in 1999 en 2000. In 1999 wonnen ze de Ronchetti Cup door in de finale Lachen Ramat Hasjaron uit Israël over twee wedstrijden met 136-133 te verslaan. In 2000 verloren ze de finale van de Ronchetti Cup. Ze verloren van Cerve Parma uit Italië met 116-123 over twee wedstrijden. In 2003 verloren ze de finale om de EuroCup Women van ASPTT Aix-en-Provence uit Frankrijk met 71-80.
Van 2004 tot 2005 speelde de Nederlandse Marlous Nieuwveen voor de Spaanse club.

## Sponsor namen
- 1985-1991: CEPSA Sandra Gran Canaria
- 1991-2001: Sandra Gran Canaria
- 2001-2003: Caja Rural de Canarias
- 2003-2006: Cajacanarias
- 2006-2008: Gran Canaria La Caja de Canarias
- 2009-2015: Gran Canaria 2014
- 2015-heden: Spar Gran Canaria

## Erelijst
- Spaanse landstitel:
  - tweede: 1993-94, 1994-95, 1999-00
- Copa de la Reina de Baloncesto: 1998-99, 1999-00: 2
  - Runner-up: 1994-95, 1997-98
- Ronchetti Cup: 1999: 1
  - Runner-up: 2000
- EuroCup Women:
  - Runner-up: 2003